# Bundesratswahl 1934
Zur ausserordentlichen Bundesratswahl 1934 durch die Vereinigte Bundesversammlung am 22. März 1934 kam es durch die Rücktritte der Bundesräte Jean-Marie Musy (KVP) und Heinrich Häberlin (FDP) sowie des Bundeskanzlers Robert Käslin (FDP).

## Detailergebnisse der Ersatzwahl für Heinrich Häberlin, FDP

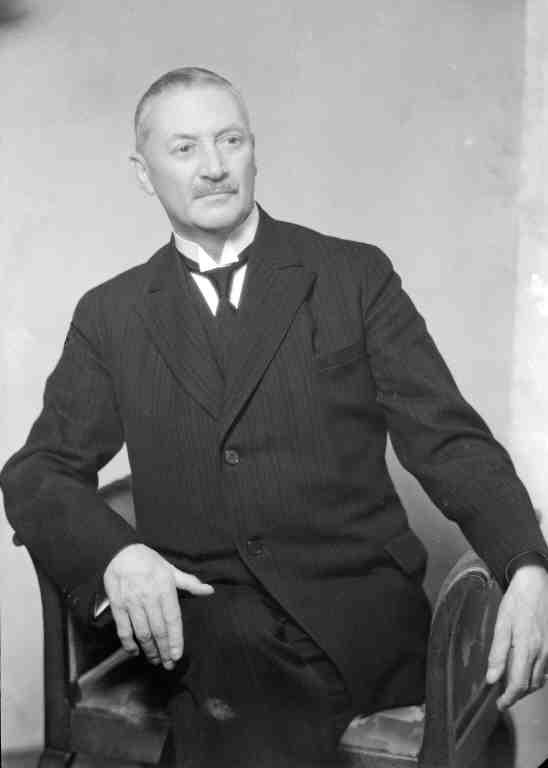
Johannes Baumann am Tag seiner Wahl in den Bundesrat

Die Nachfolge für Bundesrat Häberlin wurde zu einer Kampfwahl zwischen Ständerat Johannes Baumann (FDP), Regierungsrat Carl Ludwig (Liberale Partei) und Nationalrat Johannes Huber (SP). Im 3. Wahlgang wurde Johannes Baumann gewählt. Er war von 1934 bis 1940 Vorsteher des Justiz- und Polizeidepartements. 
| Kandidaten              | Kandidaten              | 1. Wahlgang | 2. Wahlgang | 3. Wahlgang |
| ----------------------- | ----------------------- | ----------- | ----------- | ----------- |
| Ausgeteilte Wahlzettel  | Ausgeteilte Wahlzettel  | 222         | 221         | 222         |
| Eingegangene Wahlzettel | Eingegangene Wahlzettel | 221         | 221         | 222         |
| Ungültige Wahlzettel    | Ungültige Wahlzettel    | 0           | 0           | 1           |
| Leere Wahlzettel        | Leere Wahlzettel        | 8           | 5           | 7           |
| Gültige Wahlzettel      | Gültige Wahlzettel      | 213         | 216         | 214         |
| Absolutes Mehr          | Absolutes Mehr          | 107         | 109         | 108         |
| Johannes Baumann        | Johannes Baumann        | 87          | 93          | 141         |
| Carl Ludwig             | Carl Ludwig             | 71          | 76          | 73          |
| Johannes Huber          | Johannes Huber          | 52          | 47          | 0           |
| Andere                  | Andere                  | 3           | 0           | 0           |

## Detailergebnisse der Ersatzwahl für Jean-Marie Musy, KVP

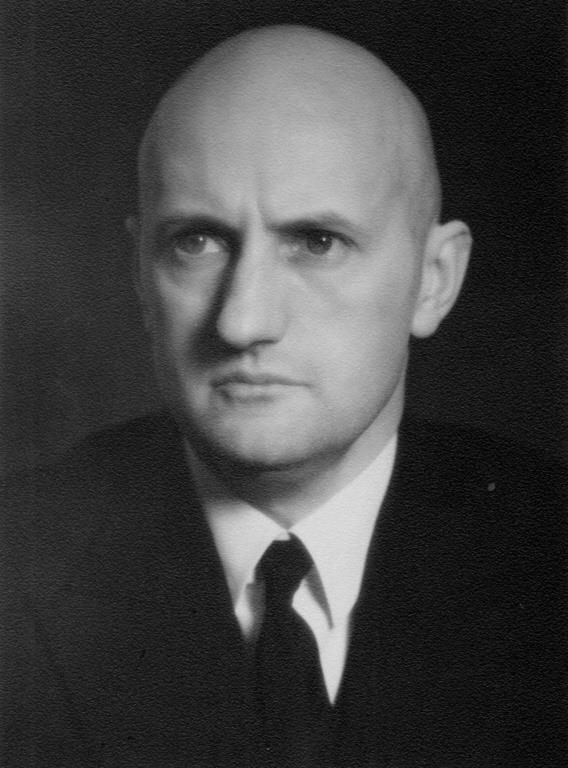
Philipp Etter (ca. 1930)

Die zweite Ersatzwahl war weniger umstritten. Zwar traten mit Philipp Etter, Nationalrat Johannes Huber (SP) und Nationalrat Emil Mäder (KVP) drei Kandidaten an, aber der Zuger Philipp Etter (SKVP) wurde bereits im 1. Wahlgang gewählt. Er war danach von 1934 bis 1959 Vorsteher des Departements des Innern.
|                         | 1. Wahlgang |
| ----------------------- | ----------- |
| ausgeteilte Wahlzettel  | 218         |
| eingegangene Wahlzettel | 217         |
| leer/ungültig           | 11/0        |
| gültig Total            | 206         |
| absolutes Mehr          | 104         |
| Philipp Etter           | 115         |
| Johannes Huber          | 62          |
| Emil Mäder              | 20          |
| Verschiedene            | 9           |

## Wahl des Bundeskanzlers

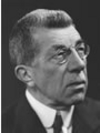
George Bovet

Der amtierende Bundeskanzler Robert Käslin (FDP) stellte sich wegen gesundheitlicher Probleme nicht mehr zur Wiederwahl. Als neuer Bundeskanzler wurde George Bovet (FDP) mit 120 Stimmen gewählt. Sein Gegenkandidat Oskar Leimgruber (KVP) unterlag bereits im 1. Wahlgang deutlich. 
|                         | 1. Wahlgang |
| ----------------------- | ----------- |
| ausgeteilte Wahlzettel  | 216         |
| eingegangene Wahlzettel | 215         |
| leer/ungültig           | 4/2         |
| gültig Total            | 209         |
| absolutes Mehr          | 105         |
| George Bovet            | 120         |
| Oskar Leimgruber        | 80          |
| Verschiedene            | 9           |